# Этерингтон, Джейд
Джейд Этерингтон (англ. Jade Etherington, родилась 9 марта 1991 года в Челмсфорде) — британская паралимпийская горнолыжница, трёхкратный серебряный призёр (скоростной спуск, суперкомбинация и слалом) и однократный бронзовый призёр зимних Паралимпийских игр 2014 года в Сочи (супергигант). Выступала на Играх в паре с ведущей Каролин Пауэлл и стала наиболее титулованной британской паралимпийской спортсменкой. Была знаменосцем на церемонии закрытия зимних Паралимпийских игр 2014 года. Джейд соревновалась в классе B2 среди спортсменок с нарушением зрения (её зрение составляет всего 5% на оба глаза). Выступала со своей ведущей Каролин Пауэлл с августа 2013 года, которую выбрала в апреле 2013 года после подачи объявления о поиске на сайте Facebook.

## Биография
Джейд Этерингтон родилась 9 марта 1991 года в городе Челмсфорд. Родители — Эмбер, сотрудница совета округа Брейнтри графства Эссекс, и Эндрю, биржевой брокер. До 7 лет жила в Малдоне, позже переехала с семьёй в Линкольншир. При рождении врачи поставили ей диагноз: глаукома и синдром Аксенфельда, который может привести к слепоте. Мать Джейд лишилась зрения в возрасте 14 лет, у трёх младших сестёр Джейд также глаукома и синдром Аксенфельда. Несмотря на многочисленные перенесённые операции на глазах, к 17 годам Джейд стала терять зрение. Она описывает его как «очень мутное с маленьким фокусом», показатели зрения — 5% на оба глаза, что позволяет отнести Джейд среди паралимпийских спортсменок к классу B2.
Этерингтон окончила школу Дипингс в Линкольншире и университет Бишоп Гроссетесте в Линкольншире по специальности «учитель географии». Она сдала экзамен PGCE, чтобы преподавать географию в британском Открытом университете, однако приостановила свою карьеру на время зимних Паралимпийских игр 2014 года. В 2014 году стала почётным доктором Английского университета Раскин.

## Карьера спортсменки
Джейд занималась лыжным спортом с 8 лет, её наставниками были её отец Эндрю и сёстры. В течение следующих 10 лет Джейд каталась на лыжах в оздоровительных целях, в 2009 году вошла в британскую команду развития лыжного спорта среди незрячих и слабовидящих, а с 2011 года стала выступать на международных турнирах. Участница эстафеты Олимпийского огня в Линкольне. После прошедших в Лондоне Олимпиады и Паралимпиады она, вдохновлённая выступлением спортсменов, приняла решение дальше выступать на высшем уровне.

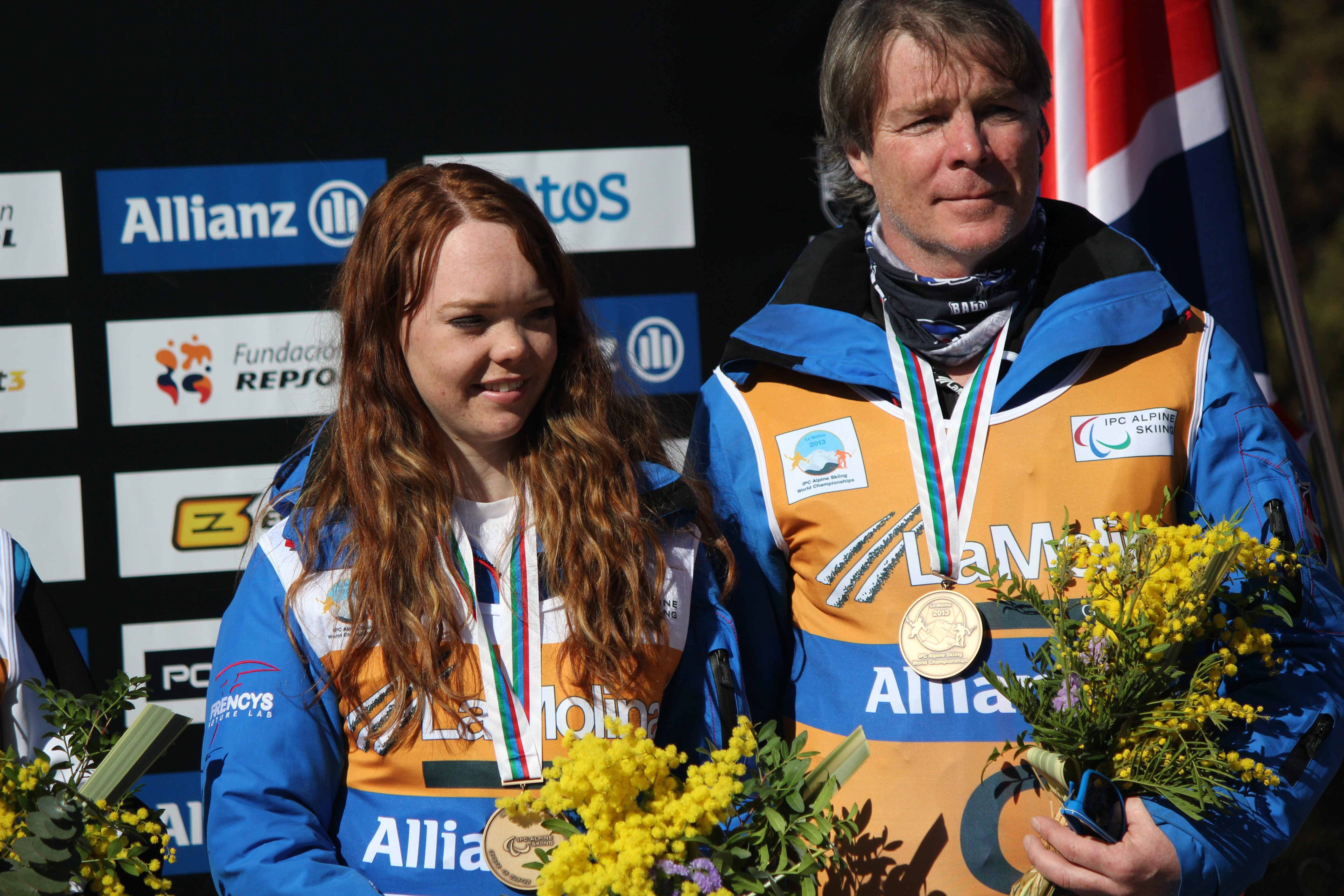
Джейд Этерингтон и Джон Кларк — бронзовые призёры чемпионата мира 2013 года в супергиганте, Ла Молина, Испания

Первым лидером Джейд была Фиона Джинджелл, с которой она выступала на Кубке Европы по горнолыжному спорту и соревнованиях Международного Паралимпийского комитета по горнолыжному спорту. Однако вскоре Джиднджелл вышла замуж и уехала в Америку, вследствие чего Джейд разместила в Facebook на своей странице объявление о поиске ведущего. Отклонив две заявки, в начале 2013 года она осталась совсем без гида, однако не попавшая на чемпионат мира Хизер Миллс предложила ей своего тренера и гида Джона Кларка. Джейд и Джон выступили на чемпионате мира 2013 года в Ла Молине от Великобритании: Джейд заняла 4-е место в слаломе и 3-е место в супергиганте (бронзовая медаль), благодаря чему квалифицировалась на Паралимпиаду в Сочи. В апреле горнолыжница Каролин Пауэлл стала ведущей Джейд и стала выступать с ней в дальнейшем. Совместные выступления начались в августе 2013 года.

### Зимние Паралимпийские игры 2014
В составе сборной Великобритании Джейд Этерингтон выступила на первых в своей карьере Паралимпийских играх в 2014 году в Сочи. В скоростном спуске она со своей ведущей Пауэлл 8 марта 2014 года завоевала серебряную медаль, а золото досталось словачке Генриете Фаркашовой, показавшей результат на 2,73 секунды лучше. Это была не только первая медаль сборной Великобритании на Играх 2014 года, но и первая медаль, завоёванной британской паралимпийской спортсменкой на снегу. Вторую свою медаль — бронзового достоинства — Этерингтон завоевала в супергиганте, а также взяла серебряные медали в слаломе и суперкомбинации. 14 марта 2014 года Этерингтон и Пауэлл стали самыми успешными зимними паралимпийскими спортсменками Великобритании и первыми обладательницами четырёх медалей на одних Играх. В гигантском слаломе, проходившем в последний день соревнований, Этерингтон не завершила дистанцию. Всего же в активе Великобритании оказалось 6 медалей на Играх, 4 из которых были завоёваны усилиями Этерингтон. Этерингтон стала знаменосцем сборной Великобритании на церемонии закрытия зимних Паралимпийских игр 2014 года, несмотря на образовавшуюся кисту яичника, из-за которой она большую часть церемонии провела на коляске. Тем не менее, Этерингтон пешком пронесла флаг Великобритании на церемонии закрытия, приняв перед этим обезболивающее.

### После Игр
По завершении Игр Джейд заявила, что не может сразу дать ответ на вопрос, будет ли она дальше соревноваться в горнолыжном спорте на международных турнирах. Однако в ноябре 2014 года Этерингтон объявила о завершении карьеры паралимпийской горнолыжницы. После Игр она вышла замуж и устроилась на работу учительницей географии в средней школе. Она ведёт аккаунт в социальной сети Twitter. В феврале 2018 года освещала специально для британского телеканала Channel 4 события зимних Паралимпийских игр в Пхенчхане.